# Gallwespen
Die Gallwespen (Cynipidae), benannt nach den von ihnen erzeugten Pflanzengallen, sind eine Familie der Hautflügler (Hymenoptera) und werden hier innerhalb der Taillenwespen (Apocrita) in die Überfamilie der Gallwespenartigen (Cynipoidea) eingeordnet. Weltweit sind über 1400 Arten bekannt.

## Merkmale

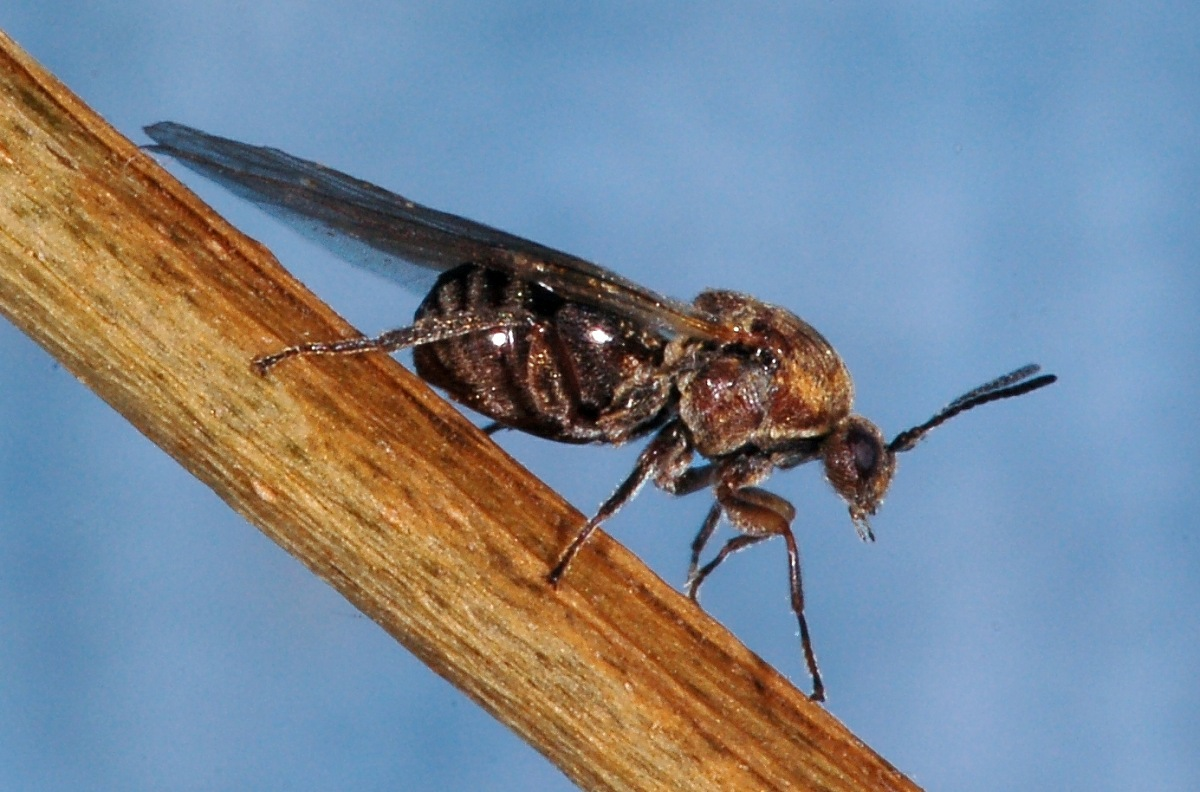
Andricus coriarius

Die Gallwespen sind meist kleine Tiere mit einer Körperlänge von ein bis drei Millimeter, ausnahmsweise bis acht Millimeter, und in der Regel schwarz gefärbt oder unauffällig gezeichnet. Die Antennen besitzen bei den Männchen immer ein Glied mehr als bei den Weibchen, typisch sind 13/14 oder 14/15 Segmente. Der Rumpfabschnitt (Mesosoma) ist meist in seitlicher Ansicht sehr kurz und hoch und kompakt gebaut. Der freie Hinterleib (Metasoma) sitzt mit einem kurzen Stielchen (Petiolus) an, das aus einem Segment (dem zweiten Abdominalsegment) besteht. Der restliche Hinterleib ist auffallend hoch und schmal gebaut, bei seitlicher Ansicht ist er rund bis oval geformt. Der Legebohrer der Weibchen ist von verschiedener Länge von fast körperlang bis sehr kurz, dabei sehr dünn und flexibel. Er ist in Ruhestellung fast vollständig im Hinterleib verborgen, wo er eine komplette Schleife bilden kann. Die Flügeladerung weist die charakteristische Form der Gallwespenartigen auf: Die Randader (Costa) und ein Flügelmal (Pterostigma) fehlen immer. In der basalen Hälfte des Vorderflügels sind so zwei Längsadern ausgebildet (als verschmolzene Radius+Subcosta und Media+Cubitus interpretiert), deren hintere undeutlich sein kann. In der vorderen Flügelmitte sitzt eine charakteristische, dreieckig geformte Zelle, die bei den Gallwespen meist zum Flügelrand hin offen ist. Von ihr zieht eine weitere Längsader (meist als Media interpretiert) Richtung Flügelspitze. Im kleinen Hinterflügel ist meist nur eine Ader sichtbar. Sehr wenige Arten sind kurzflügelig (brachypter) oder flügellos (apter).
Schwierig ist die Unterscheidung der Gallwespen von ihrer Schwesterfamilie Figitidae, mit der gemeinsam sie die sog. Microcynipoidea bildet. Unterschiede betreffen die Mikroskulptur des Mesoskutum (oberer Rumpfabschnitt zwischen den Flügeln), der bei den Cynipidae durch mikroskopische Körnelung matt, bei den Figitidae fast immer glänzend ist. Die meisten Figitidae besitzen darüber hinaus entweder zwei starke seitliche Kiele auf dem Pronotum oder eine auffällige, erhöhte Pronotumplatte. Meist ist bei den Gallwespen das dritte abdominale Tergum (obere Hinterleibsplatte) das längste, bei den Figitidae das vierte. Wesentlicher Unterschied ist aber die Artikulation des Legebohrers und von außen nicht sichtbar.
Die Eier der Gallwespen sind langgestreckt oval und besitzen ein charakteristisches Stielchen. Das Ei ist erheblich dicker als der Durchmesser des Legebohrers des Weibchens, so dass es bei der Eiablage gequetscht und in die Länge gestreckt wird, die Stielregion dient dann zur Aufnahme des überschüssigen Volumens. Die Länge des Eis ohne Stielchen beträgt ca. 0,2 Millimeter. Die Larven besitzen die typische Form der Hautflüglerlarven ("hymenopteriform"), sie sind beinlos, mit Ausnahme der Kopfkapsel weich sklerotisiert und weiß gefärbt. Die Mandibeln der Gallwespenlarven weisen zwei stumpfe Zähne auf, während die Larven der parasitoiden Formen meist nur einen scharfen Zahn (manchmal zusätzlich kleinere Zähnchen oder eine Schneidekante) besitzen.

## Fortpflanzung und Entwicklung
Die Larven aller Gallwespen leben und entwickeln sich im Inneren der von ihnen selbst ausgelösten Wucherungen von Pflanzengewebe, den Pflanzengallen. Ihre Ernährungsbasis ist also pflanzlich (phytophag), eine Ausnahme innerhalb der Legimmen. Die Galle entsteht als Wucherung infolge des Einstichs mit dem Legebohrer. Die Gallen haben eine artspezifische Form und sind in vielen Fällen leichter bestimmbar als das auslösende Insekt. Die genauen Abläufe bei der Gallenentstehung sind noch nicht aufgeklärt. Klar ist, dass hormonell wirkende Stoffe abgegeben werden, die Wachstumsprogramme der Pflanze selbst umsteuern und für sich ausnutzen. Eine Induktion durch das abgelegte Ei selbst gilt als unwahrscheinlich. Zurzeit wird die Hypothese geprüft, dass das aus der Giftdrüse am Hinterleib abgegebene Gift die gallinduzierenden Stoffe enthält. Vorher war aufgefallen, dass die Gallwespenweibchen die Giftdrüse nicht nur behalten haben, sondern diese sogar meist besonders groß ausgeprägt ist. Da sie zur Lähmung eines Wirtsorganismus nicht mehr benötigt würde, liegt eine neue Funktion als Annahme nahe. Später ist die Larve selbst an der weiteren Gallinduktion beteiligt. Die Galle besteht in der Regel aus einer harten Hülle und einem weichen Gewebe im Inneren, das die Larve zur Ernährung nutzt. Außerhalb der harten Hülle sitzt meist weiteres weicheres Gewebe, oft mit Haaren oder anderen Wucherungen bedeckt. Die Larve sitzt normalerweise in einer kleinen, offenen Kammer im Inneren. Nur bei Präsenz der Larve entwickelt sich die Galle weiter. Das Weibchen legt das Ei an eine sorgfältig ausgewählte, art- und stadienspezifische Stelle, meist bei nur einer bestimmten Pflanzenart oder -gattung. Gallen kommen an Blüten, Blättern, Stängeln, Zweigen, Knospen und Wurzeln vor. Je nach Art besteht eine Galle aus einer bis zu mehreren Hundert Kammern mit jeweils einer Larve darin. Die Gallwespenlarve lebt ausschließlich innerhalb der Galle und verpuppt sich auch dort. Die ausschlüpfende Gallwespe frisst mit ihren Mandibeln ein kreisförmiges Loch in die Hülle, aus dem sie ausschlüpft. Wie bei allen Taillenwespen ist der Enddarm der Larve geschlossen. Kot wird von ihr nur einmal, unmittelbar vor der Verpuppung, als sogenanntes Mekonium abgegeben.
Eine Entwicklungslinie der Gallwespen (Tribus Synergini) ist dazu übergegangen, ihre Eier nicht in normales Pflanzengewebe, sondern ausschließlich in die jungen Gallen anderer Gallwespenarten abzulegen. Die ausschlüpfende Larve tötet manchmal den ursprünglichen Gallbewohner ab, oder dieser wird schon beim Einstich getötet. Häufig wird dieser aber einfach vom Nährgewebe verdrängt und verhungert anschließend. Diese Lebensweise wird als „Einmieter“ oder „Inquilinen“ bezeichnet. Trotz des etwas harmlos klingenden Namens ist es eine Abart der (Klepto-) parasitoiden Lebensweise, da sie fast immer zum Tod des eigentlichen Gallerzeugers führt. Es gibt allerdings ausnahmsweise einige Inquilinen, die sich gegenüber dem ursprünglichen Gallerzeuger abkapseln, so dass beide überleben. Von Inquilinen belegte Gallen wachsen mit dem neuen Nutzer weiter, manchmal mit etwas unterschiedlicher Form. Meist sind die Inquilinen ebenso wirtsspezifisch wie die ursprünglichen Gallerzeuger selbst.
Viele Gallwespen, insbesondere eine Verwandtschaftsgruppe, die Eichen befällt (Tribus Cynipini), weisen einen Generationswechsel mit jährlich einer zweigeschlechtlichen und einer parthenogenetischen Generation auf, dies wird als „Heterogonie“ bezeichnet. Dabei unterscheiden sich die verschiedenen Generationen in ihrem Aussehen und in der Form der von ihnen induzierten Pflanzengallen. Vielfach sind die geschlechtliche und die ungeschlechtliche Form zweimal, als unterschiedliche Arten, beschrieben worden, und ihre Identität wurde erst später erkannt. Andere Arten, wie die Rosengallwespe Diplolepis rosae, vermehren sich fast ausschließlich (thelytok) parthenogenetisch. Männchen wurden aber bisher bei allen Arten beobachtet – wenn auch manchmal sehr selten.

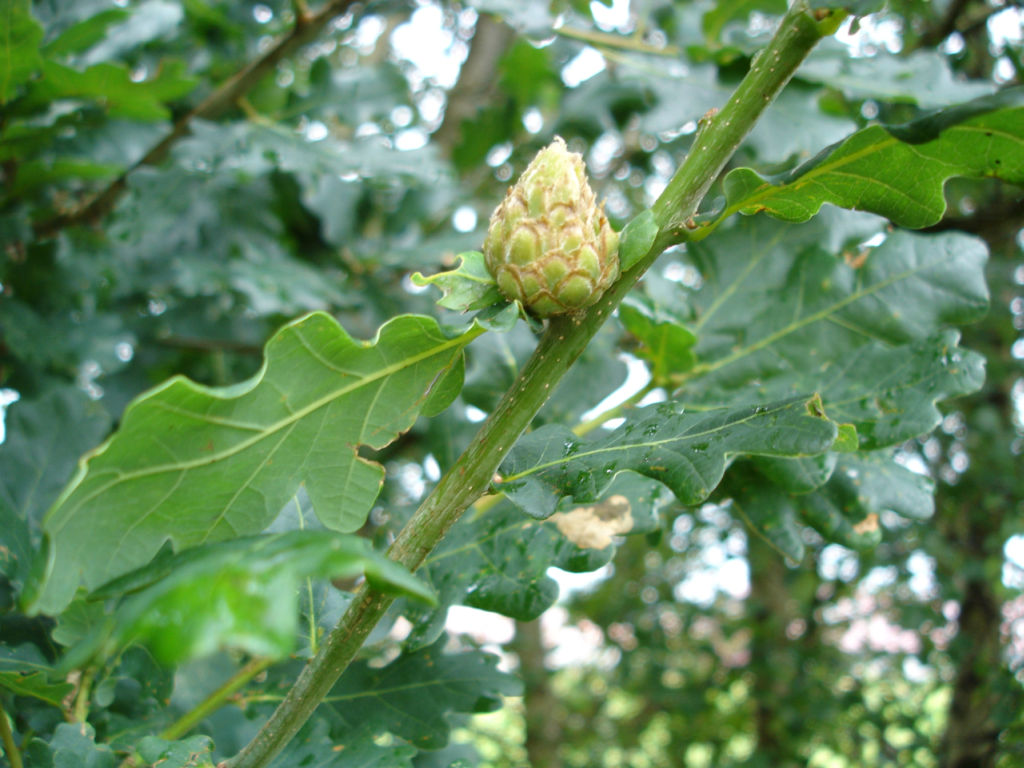
Andricus foecundatrix
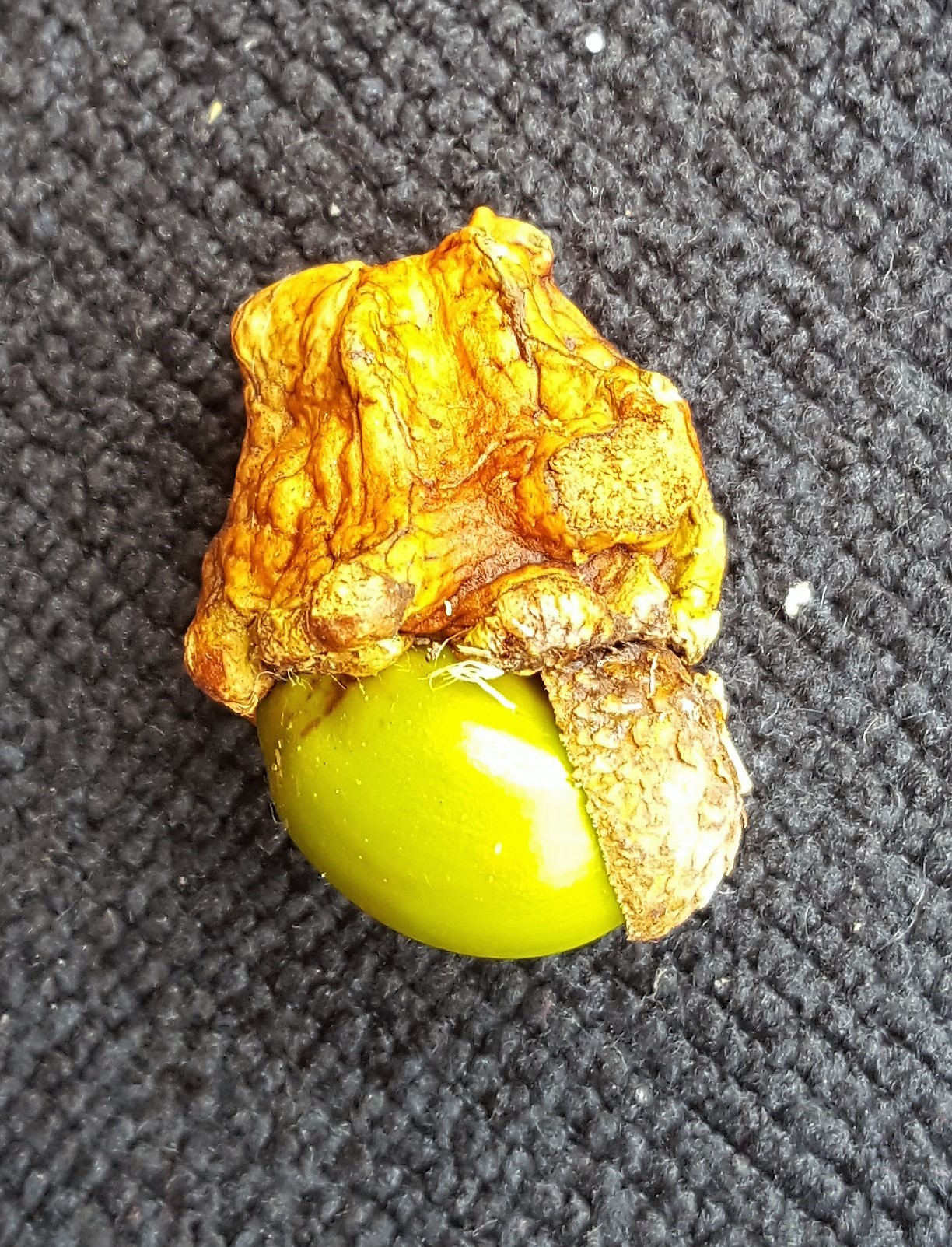
Andricus quercuscalicis
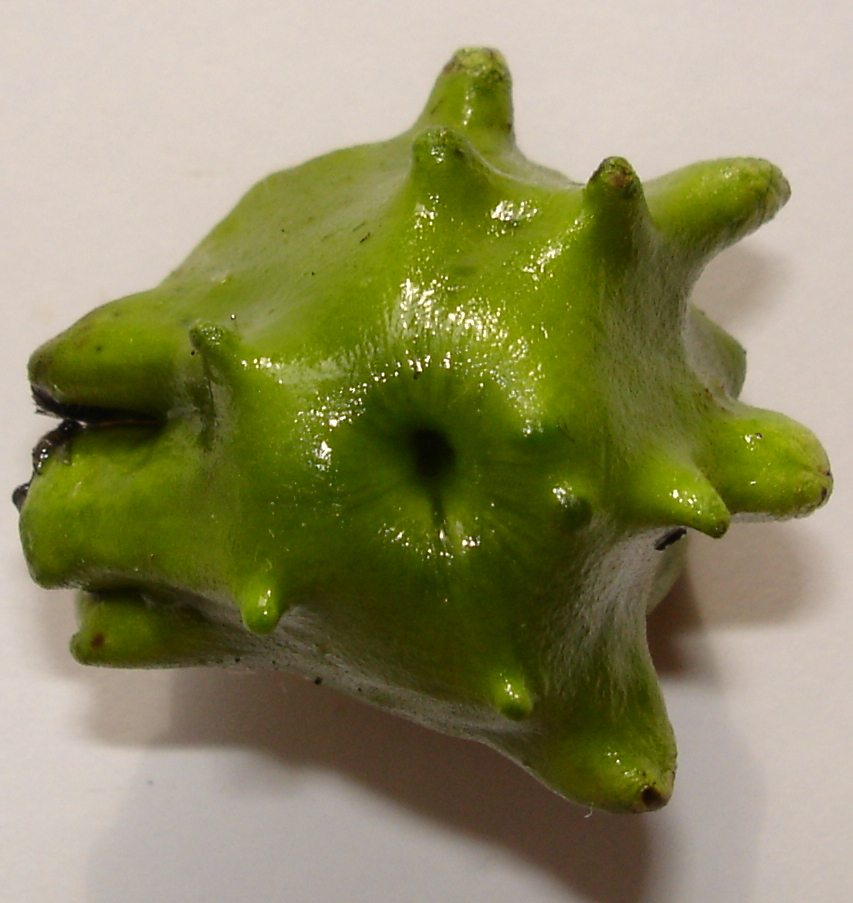
Andricus quercuscalicis
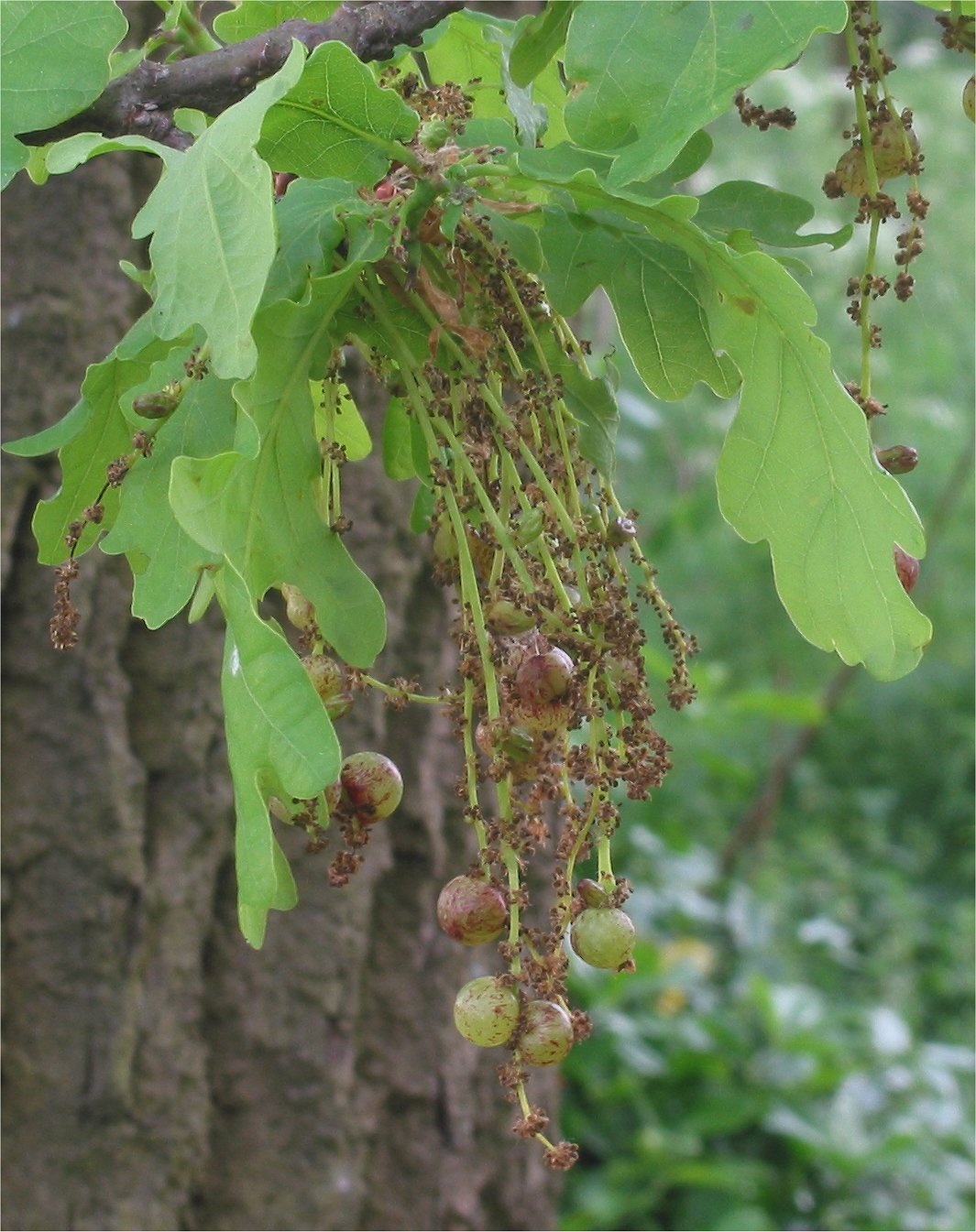
Eichengallen an männlichen Blüten

Die Wirtspflanzen und auch die Gallenform und -größe sind artspezifisch verschieden, wobei etwa 80 % der heimischen Arten an verschiedenen Organen von Eichen leben. Dabei kann man Gallen an beinah allen Stellen der Bäume finden, etwa auf den Blättern, den Knospen, den Ästen und den Wurzeln. Andere Arten leben in Rosengewächsen oder an Ahorn sowie an vielen anderen Wirtspflanzen. Häufig ist die Bestimmung der Arten durch die Gallen sehr viel einfacher als an den Insekten selbst.

## Verbreitung
Das Verbreitungszentrum der Gallwespen liegt in den gemäßigten (temperaten) Breiten der Nordhemisphäre. Die meisten Gattungen und Arten weltweit finden sich in der Mittelmeerregion und rund um das Schwarze Meer. In den Tropen kommen keine Arten vor, obwohl einige in Gebirgen weiter nach Süden vordringen. Nur vier Gattungen sind aus den gemäßigten Breiten der Südhalbkugel beschrieben worden, jeweils zwei aus Südamerika und Südafrika. In Australien kommen keine endemischen Gallwespen vor. Allerdings sind heute eine Reihe von Arten fast weltweit verschleppt worden.
Im nördlichen Mitteleuropa sind etwa 100 Arten nachgewiesen.

## Wirtspflanzen
Gallwespen sind Gallerzeuger an Zweikeimblättrigen Pflanzen. Weltweit ist nur eine Art an Monokotyledonen bekannt, die nordamerikanische Diastrophus smilacis an Stechwinden (Smilax). Die morphologisch ursprünglichsten Arten erzeugen Gallen an überwiegend ausdauernden, krautigen Pflanzen, vor allem Mohngewächsen, Lippenblütlern und Korbblütlern. Eine recht artenreiche Entwicklungslinie lebt an Rosengewächsen, darunter sowohl strauchige wie krautige Arten. Eine einzige, aber sehr artenreiche Entwicklungslinie, lebt an Eichen. Wenige Arten leben an anderen Laubbaumarten, vor allem an Ahorn (in Deutschland nur Pediaspis aceris).

## Eine Auswahl heimischer Arten

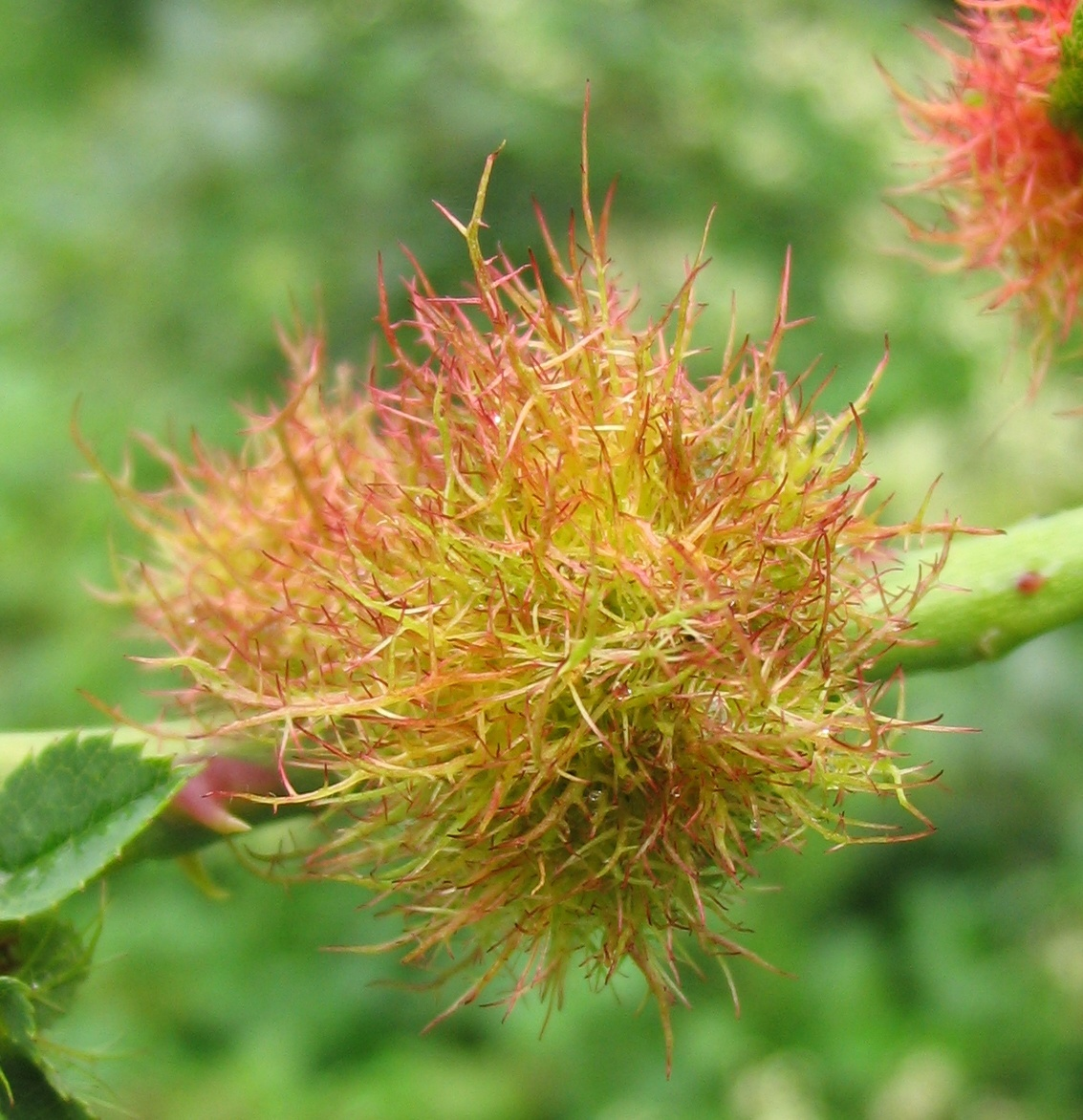
Galle einer Rose (Gemeine Rosengallwespe – Diplolepis rosae)
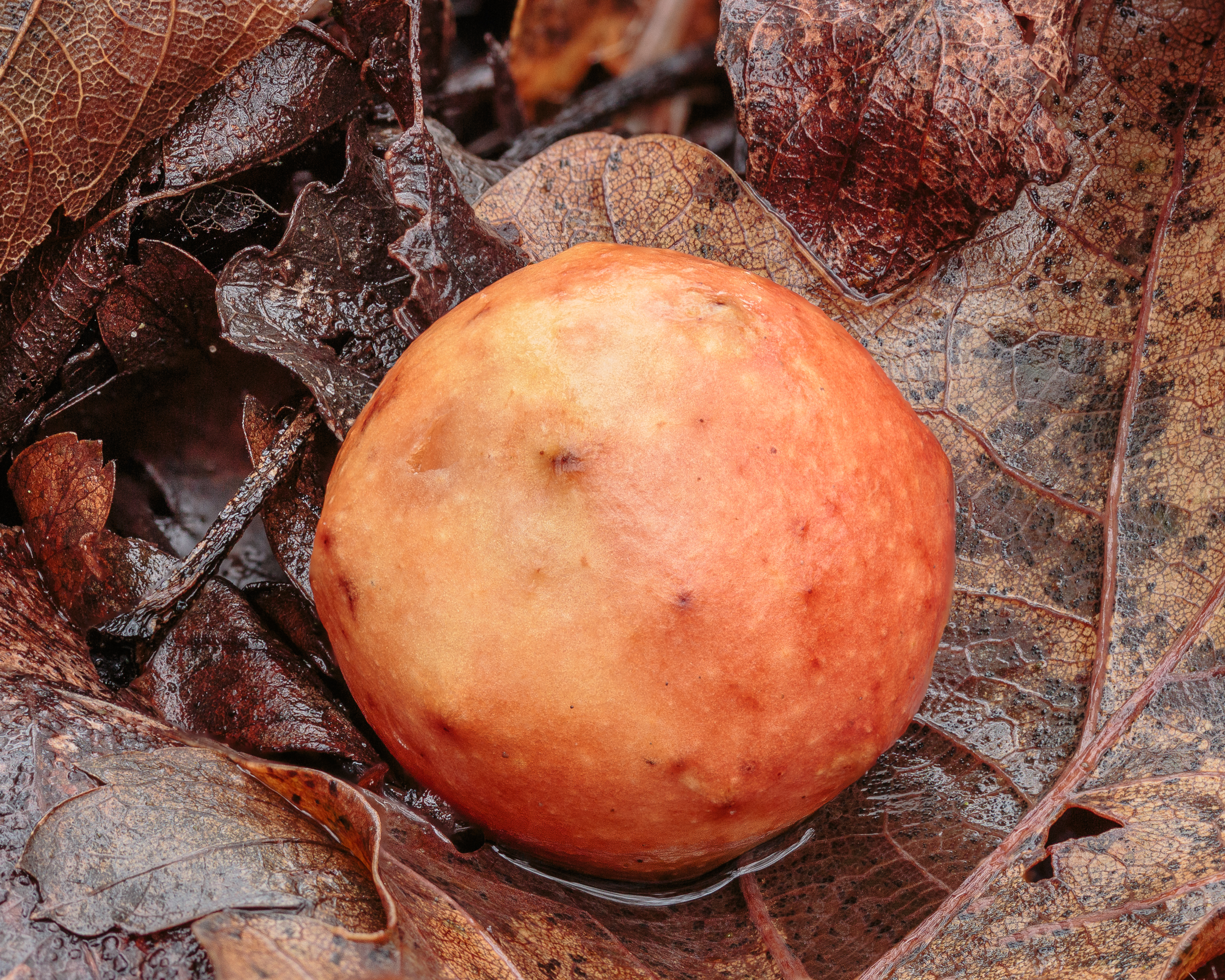
Gallapfel der Gemeinen Eichengallwespe (Cynips quercifolii)
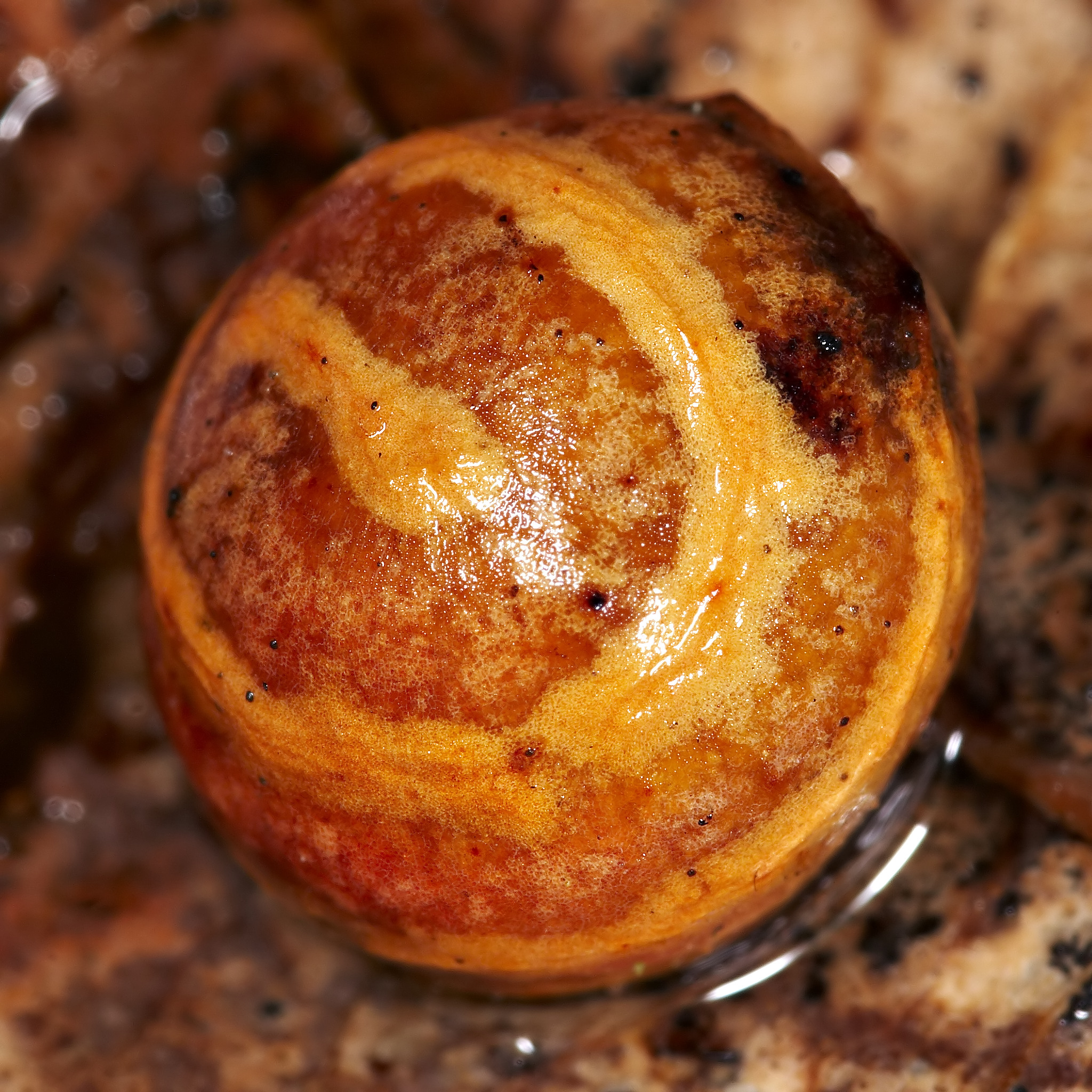
Gallapfel der Gestreiften Eichengallwespe (Cynips longiventris)
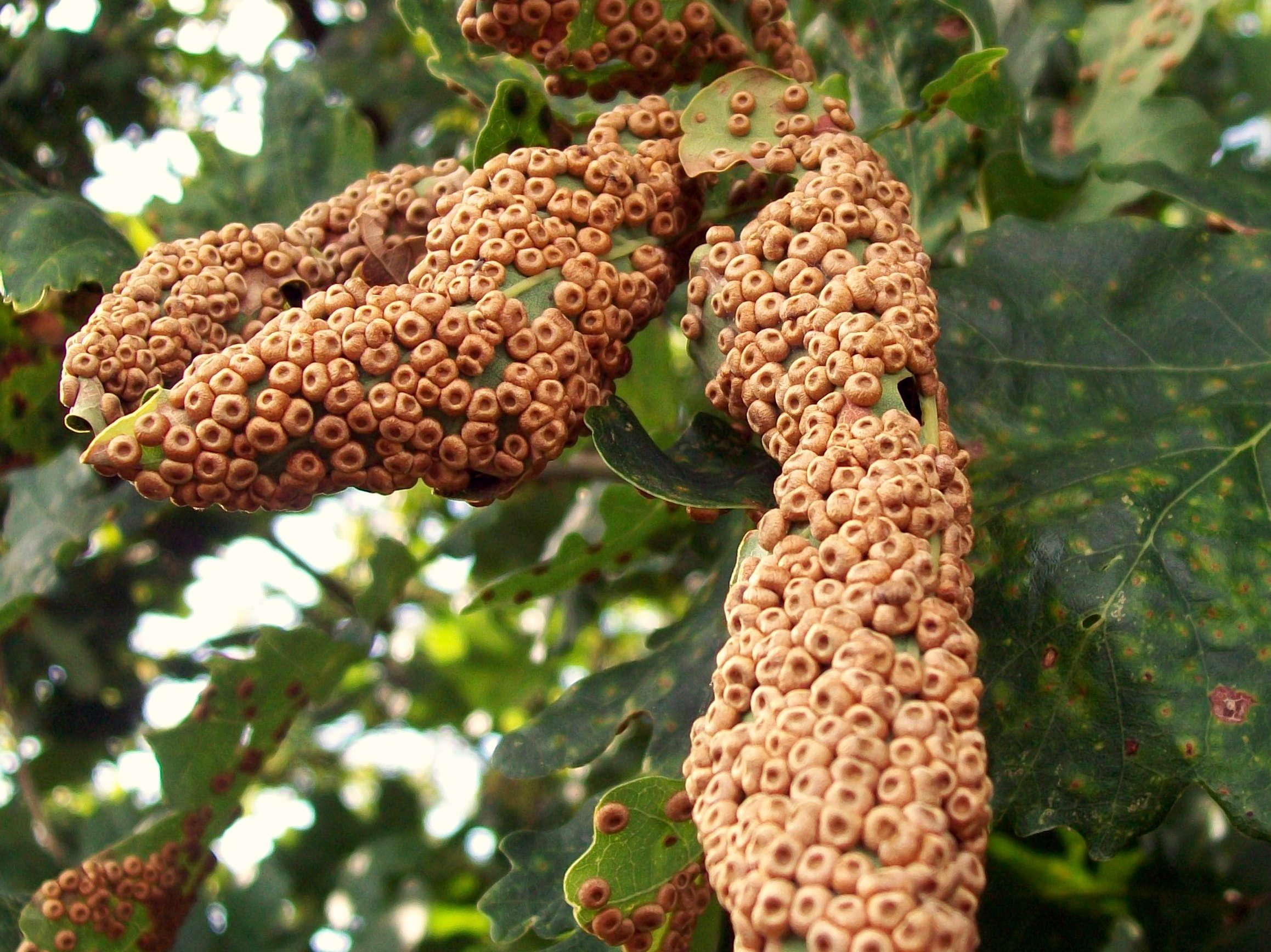
Massenauftreten von Gallen der Pfennig-Gallwespe (Neuroterus numismalis)
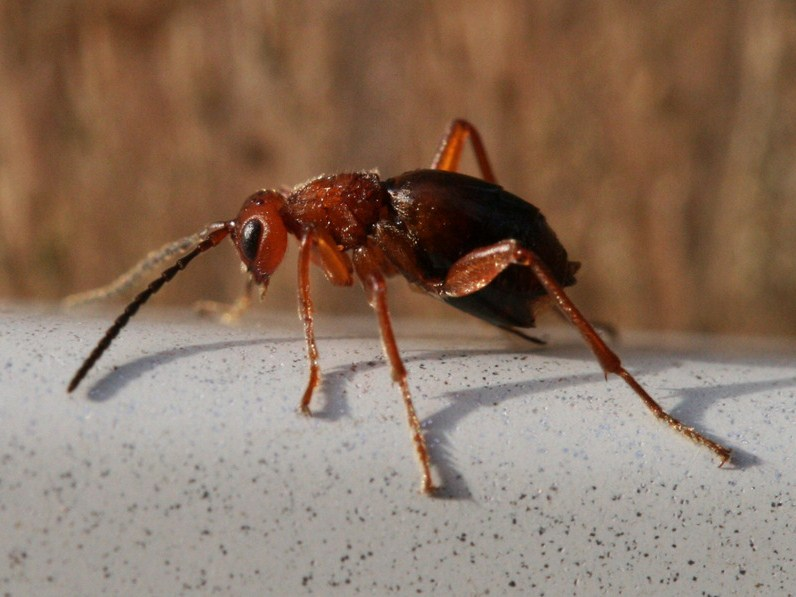
Weibchen der Schwammgallwespe (Biorhiza pallida)
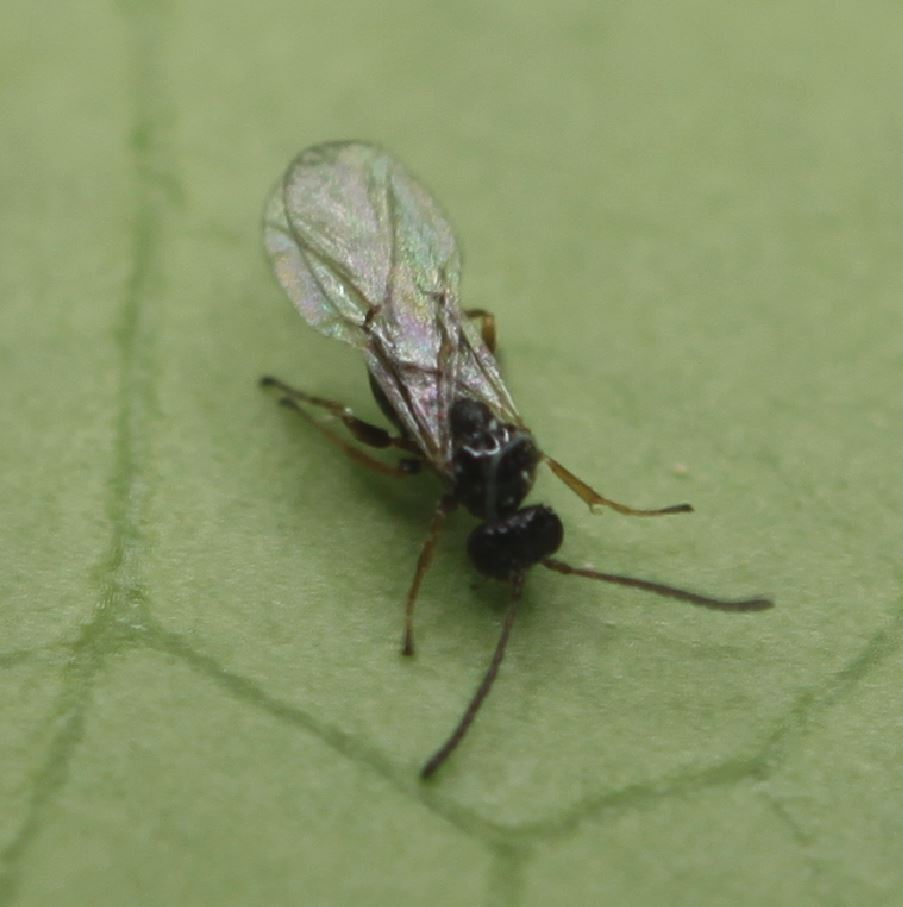
Andricus curvator
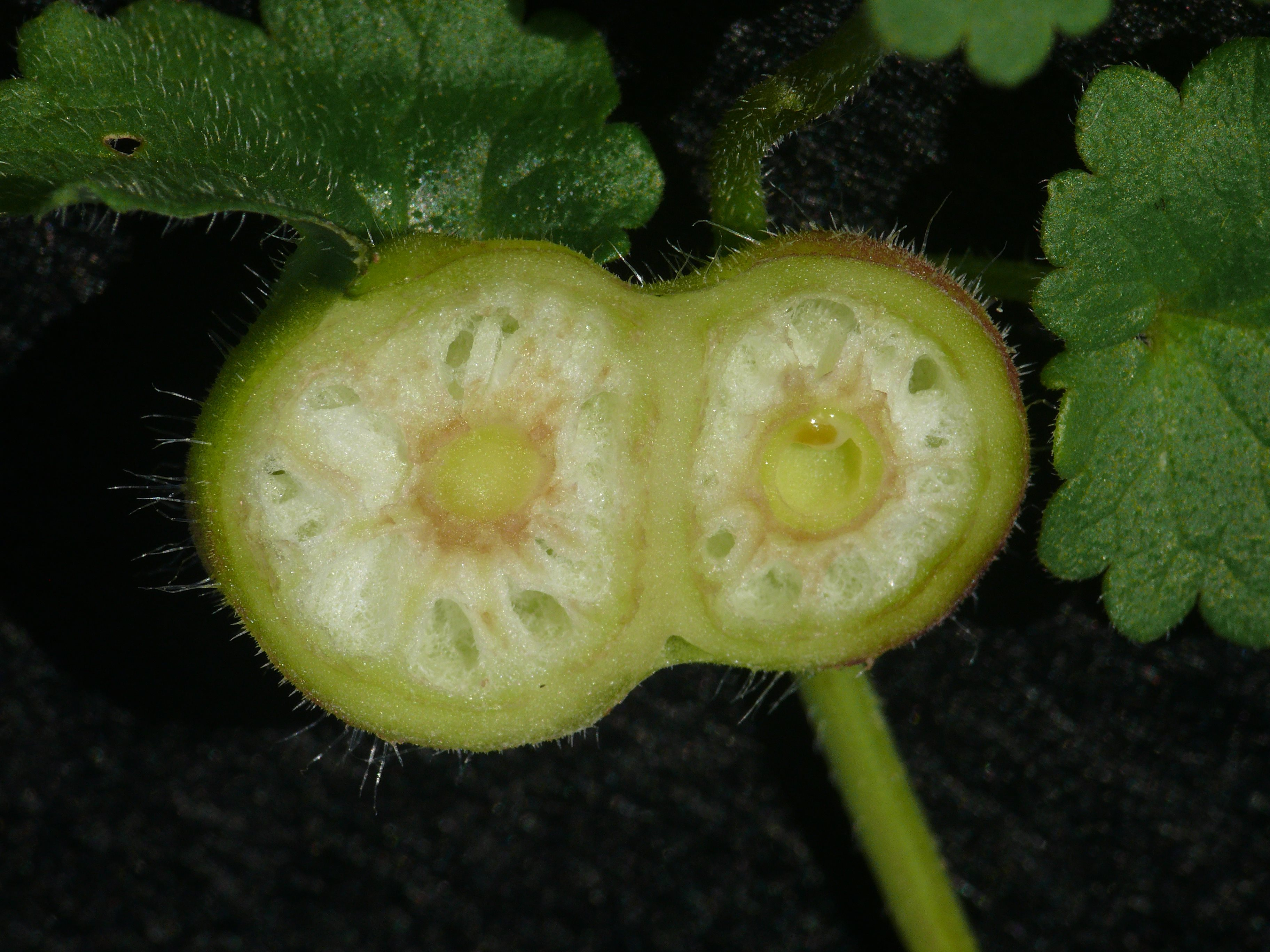
Geöffnete Galle der Gundermann-Gallwespe (Liposthenes glechomae)
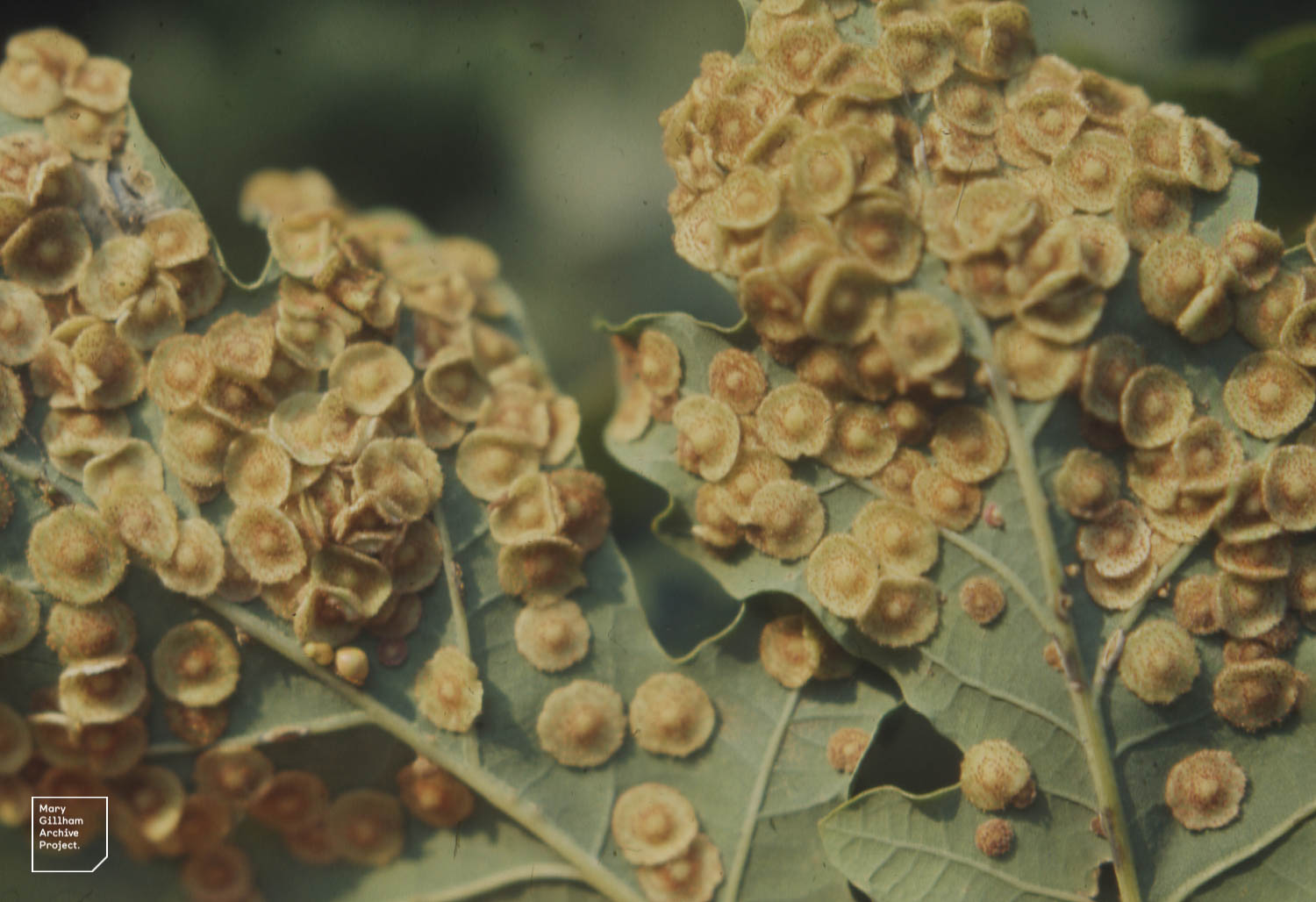
Gallen von Neuroterus quercusbaccarum

Die meisten Arten der Gallwespen leben als Gallbildner an Eichen. Die bekannteste dieser Eichengallenbildner ist dabei die Gemeine Eichengallwespe (Cynips quercifolii), die charakteristische bis zwei Zentimeter lange Gallen auf der Unterseite von Eichenblättern bildet. Diese färben sich im Herbst rötlich und werden im Volksmund als Galläpfel bezeichnet. Helle linsenförmige Gallen auf der Unterseite derselben Blätter bildet die Eichenlinsengallwespe (Neuroterus quercusbaccarum), dunklere mit wulstigem Rand Neuroterus numismalis. Sehr auffällig sind auch die Gallen von Cynips longiventris, die ebenfalls auf der Blattunterseite zu finden sind und sich durch ihre kugelige Gestalt und den unregelmäßigen roten Streifen auszeichnen. Ebenfalls auf Eichen lebt die Schwammgallwespe (Biorhiza pallida), deren Gallen bis zu vier Zentimeter groß werden und rund sind. Bezeichnet werden sie als Eichapfel oder Kartoffelgalle. Die Gallen der Geschlechtstiere bilden sich bei dieser Art nicht an den Blättern, sondern an den Wurzeln der Eiche. An den Knospen junger Zweige der Eiche findet man häufig die hartschaligen Gallen der Arten Andricus kollari und Andricus quercustozae.
Sehr auffällig sind die Gallen der Gemeinen Rosengallwespe (Diplolepis rosae), die als Rosenapfel, Schlafapfel oder Bedeguar bekannt sind. Die befinden sich an den Sprossenden von Rosen und haben einen Durchmesser von bis zu fünf Zentimetern und weisen lange haarartige Auswüchse auf. Innerhalb der Galle gibt es mehrere Kammern, die jeweils von einer Larve bewohnt werden.

## Taxonomie und Systematik
Die über 1400 Arten werden 74 Gattungen in etwa 9 Triben zugeordnet.
Im Folgenden eine Auflistung der Gattungen und Triben sowie eine Auswahl an Arten:
- Aulacideini (9 Gattungen, 75 Arten)
  - Antistrophus
  - Aulacidea
  - Cecconia
  - Hedickiana
  - Isocolus
  - Liposthenes (L. glechomae)
  - Neaylax
  - Panteliella
  - Rhodus
- Aylacini (18 Gattungen, 122 Arten)
  - Asiocynips
  - Aylax
  - Barbotinia (B. oraniensis)
  - Diakontschukia
  - Diastrophus
  - Gonaspis
  - Iraella
  - Parapanteliella
  - Phanacis
  - Timaspis
  - Vetustia
  - Xestophanes
  - Zerovia
- Ceroptresini (1 Gattung, 21 Arten)
  - Ceroptres
- Cynipini (34 Gattungen, ca. 1000 Arten)

- Acraspis
- Amphibolips
- Andricus (A. curvator, A. kollari, A. quercustozae)
- Aphelonyx
- Atrusca
- Barucynips
- Bassettia
- Belonocnema
- Biorhiza (B. pallida)
- Callirhytis
- Cerroneuroterus
- Chilaspis
- Coffeikokkos
- Cyclocynips
- Cycloneuroterus
- Cynips
- Disholcaspis
- Dryocosmus (D. kuriphilus)
- Eumayria
- Heteroecus
- Kinseyella
- Latuspina
- Loxaulus
- Melikaiella  (M. tumifica)
- Neuroterus (N. albipes, N. numismalis, N. quercusbaccarum)
- Odontocynips
- Philonix
- Phylloteras
- Plagiotrochus
- Pseudoneuroterus
- Trichagalma
- Trigonaspis
- Xanthoteras
- Zapatella
- Zopheroteras

- Diastrophini (4 Gattungen, 32 Arten)
  - Diastrophus
  - Periclistus
  - Synophromorpha
  - Xestophanes
- Diplolepidini (2 Gattungen, 58 Arten)
  - Diplolepis (D. eglantariae, D. fructuum, D. mayri, D. rosae)
  - Liebelia
- Eschatocerini (1 Gattung, 3 Arten, Neotropis)
  - Eschatocerus
- Paraulacini
  - Cecinothofagus
  - Paraulax
- Pediaspidini (2 Gattungen, 2 Arten)
  - Himalocynips
  - Pediaspis (P. aceris)
- Qwaqwaiini
  - Qwaqwaia
- Synergini (8 Gattungen, 180 Arten)
  - Agastoroxenia
  - Lithonecrus
  - Lithosaphonecrus
  - Rhoophilus
  - Saphonecrus
  - Synergus
  - Synophrus
  - Ufo

Gattungen mit flügellosen Imagines: Acraspis, Philonix, Phylloteras und Trigonaspis.

## Sonstiges
Die Gallen mehrerer, vor allem mediterraner Arten wurden früher zum Gewinnen von Gerbstoff verwendet.